# 夜间安睡时间
夜间安睡时间是德国关于噪音污染保护中的一个概念。夜间安睡时间的法律概念是在各联邦州污染保护法中具体规定的。在夜间安睡时间，任何妨碍夜间安睡的活动都是遭到禁止的。在德国，夜间安睡时间通常是从夜间22点到凌晨6点。
夜间安睡时间的例外情况，比如工业企业，也是在联邦州污染保护法中规定的。对于公共设施及其它公益目地的项目，根据联邦污染保护法(BImSchG)的精神，没有需要批准的设施。在联邦污染保护法中，第六管理条例（噪声预防技术指南）作为有效法律文件而适用。